# Elecciones estatales de Sabah de 2008
Las elecciones estatales de Sabah de 2008 se realizaron el 8 de marzo del mencionado año con el objetivo de renovar los 60 escaños de la Asamblea Legislativa Estatal, que a su vez investiría a un Ministro Principal para el período 2008-2013. Tuvieron lugar al mismo tiempo que las elecciones federales al Dewan Rakyat.
La Asamblea Legislativa Estatal se disolvió el 13 de febrero de 2008, después de que el Ministro Principal desde 2003, Musa Aman obtuviera el consentimiento del Yang di-Pertua Negeri Tun Ahmadshah Abdullah para llamar a nuevas elecciones, simultáneamente con la disolución del Dewan Rakyat. El día de nominación se llevó a cabo el 24 de febrero de 2008. En este día, Ramlee Marbahan de BN ganó el asiento de N.54 Bugaya sin oposición. El Barisan Nasional también ganó dos escaños parlamentarios nacionales el día de la nominación. El 27 de febrero de 2008, el candidato de PKR, Mohaspa Mohd Hassan se retiró de las elecciones, otorgando así el asiento N.41 Gum Gum a Zakaria Mohd Edris.
A diferencia del resto del país, donde el oficialista Barisan Nasional (Frente Nacional) sufrió un fuerte revés, en Sabah obtuvo otra aplastante victoria con el 63.33% de los votos y 59 de los 60 escaños. El Pakatan Rakyat (Pacto Popular), coalición opositora que logró capitalizar casi todo el voto contrario al BN, en Sabah logró el 32.30% de los votos. Aun así, solo logró un escaño, correspondiente a Wong Sze Phin, presidente estatal del Partido de Acción Democrática (DAP), que de este modo se convirtió en líder, y único representante, de la oposición de Sabah. Con este resultado, Musa Aman resultó reelecto para un nuevo período en el cargo.

## Resultados
|  | 62.60 % |

|  | 98.33 % |

|  | 32.30 % |

|  | 1.67 % |

|  | 0.54 % |

|  | 0.00 % |

|  | 3.83 % |

|  | 0.00 % |

|  | 97.42 % |

|  | 2.58 % |

|  | 100.00 % |

|  | 100.00 % |

|  | 67.47 % |